# Еслинек, Иржи
Иржи Еслинек (чеш. Jiří Jeslínek; 30 сентября 1987, Прага, Чехословакия) — чешский футболист, нападающий.

## Карьера
Воспитанник пражского футбола, до 1997 года занимался в детской школе местной «Дуклы», позже учился в детско-юношеской школе «Спарты».
Взрослую футбольную карьеру начал в главной команде «Спарты» осенью 2005 года, но закрепиться в команде не смог и уже летом 2006 года был отдан в аренду в «Динамо» из города Ческе-Будеёвице.
В дальнейшем выступал на правах аренды ещё в нескольких чешских клубах, лишь эпизодически возвращаясь в пражскую «Спарту», в составе которой на протяжении 2005—2010 годов суммарно отыграл лишь в 16 матчах чемпионата Чехии.
В начале 2011 года заключил трёхлетний контракт с представителем украинской Премьер-лиги криворожским «Кривбассом», в составе которого дебютировал в первой же игре весенней части сезона 2010/11.
29 июля 2016 года перешёл в пражский «Богемианс 1905», заключив с клубом двухлетний контракт.